# Éco-organisme
Un éco-organisme est en France une société de droit privé détenue par les producteurs et distributeurs pour prendre en charge, dans le cadre de la responsabilité élargie du producteur (REP), la fin de vie des équipements qu’ils mettent sur le marché.
Ailleurs dans le monde, ils sont appelés en anglais producer responsibility organisation (PRO). La REP et les éco-organismes sont nés en réponse au besoin des États membres de l’Union européenne de gérer leurs déchets, d’une part pour limiter leur pollution et d’autre part pour éviter le gaspillage des ressources naturelles. En France les éco-organismes sont agréés pour six ans au maximum (renouvelables), s'ils disposent des capacités techniques et financières leur permettant de répondre aux exigences d'un cahier des charges imposé (fixé par arrêté interministériel, après avis de l'instance représentative des parties prenantes de la filière).

## Missions
Le statut d’éco-organisme agréé impose une conformité totale au cahier des charges réglementaire défini par l’État pour chaque filière. Le dossier d’agrément des candidats au statut d’éco-organisme est en général examiné par une commission consultative d’agrément représentative de l’ensemble des acteurs de la filière REP concernée. L’agrément est ensuite donné par décret ministériel pour une durée limitée et reconductible, durant laquelle l’éco-organisme devra faire preuve, auprès d’un censeur d’état, du ministère de l’Écologie, et de la commission d’agrément, du fonctionnement conforme de ses opérations.
Par cet agrément, les éco-organismes sont soumis à des obligations de moyens et de résultats.
Ils doivent disposer de capacités techniques et financières pour répondre aux exigences de son cahier des charges et doivent s’engager à mettre en place une solution opérationnelle pertinente pour collecter et traiter en proportion les mises sur le marché de leurs producteurs adhérents ; à procéder à une hiérarchisation des modes de traitement en privilégiant la réutilisation ; à communiquer et à sensibiliser au traitement des déchets.
Les éco-organismes n’ont pas vocation à réaliser des bénéfices mais bien à apporter aux détenteurs de déchets une gestion optimisée des opérations (collecte, logistique, traçabilité, démantèlement, dépollution et traitement). Ce faisant, ils sont les garants de la qualité des filières REP et de leur amélioration continue. Les éco-organismes sont des acteurs phares de la chaîne de valeur de gestion des déchets : ils sélectionnent, pilotent et auditent, pour le compte des producteurs, les opérateurs les plus performants et les plus responsables.
Fin décembre 2016, un décret a précisé l'encadrement des éco-organismes et leurs conditions d'agrément et les exigences de l'État pour leur gouvernance, notamment pour les filières REP emballages et papiers, traitement des VHU (véhicules hors d'usage), recyclage des navires. Il précise aussi les missions de la commission sur le statut de déchets (qui doit être consultée - pour avis - sur les projets d'arrêtés ministériels fixant des critères de sortie du statut de déchets). La réglementation est modifiée par un décret du 27 novembre 2020 modifiant le code de l'environnement (articles R 541-86 à 541-132).
Données environnementales : En France les éco-organismes ont obligation de fournir certaines de leurs donnée à l'Ademe, afin d'étayer les statistiques nationales sur les déchets et le recyclage. Tous les metteurs sur le marché opérant en France doivent aussi communiquer à l'Ademe (directement ou par l'intermédiaire de l'éco-organisme) certaines données. Par exemple pour la filière REP emballages et papiers modifiées) il s'agit des données suivantes :
- montants des contributions versées à l'éco-organisme ;
- quantités d'emballages mises sur le marché par « catégories, matériaux et secteurs d'activité homogènes » ;
- quantités de déchets d'emballage collectées et triées chaque année par catégorie.

« Les opérateurs d'installations qui effectuent des opérations de tri sur les déchets d'emballages ménagers » doivent aussi transmettre à l'Ademe les données relatives aux quantités entrantes et sortantes traitées par eux chaque année, par catégorie de déchet.
Les éco-organismes doivent veiller à ce que les déchets soient bien traités dans le respect de la réglementation et donc dans l'Union européenne et pour certains en respectant un principe de proximité. Il existe cependant des dérogations (ex : les déchets non dangereux issus de la déconstruction des véhicules hors d'usage, notamment dans les départements et collectivités d'outre-mer, peuvent éventuellement ne pas être traités dans l'UE).
La loi relative à la lutte contre le gaspillage et à l'économie circulaire du 10 février 2020 élargit le nombre de produits soumis à une REP :
- à partir de 2021 : les produits du tabac
- à partir de 2022 : les produits ou matériaux de construction du secteur du bâtiment ; les éléments de décoration textile ; les jouets, les articles de sport et de loisirs ; les articles de bricolage et de jardin ; les voitures particulières ; les camionnettes ; les véhicules à moteur à deux ou trois roues et quadricycles à moteur ; huiles minérales ou huiles synthétiques, lubrifiantes ou industrielles
- à partir de 2024 : les chewing-gums ; les textiles sanitaires à usage unique
- à partir de 2025 : les engins de pêche contenant du plastique

## Panorama des filières REP et de leurs principaux éco-organismes associés
Filières REP imposées par une directive européenne
| Filières                                                  | Éco-organismes agréés ou organisations mutualisés                                                                    | Date de début |
| --------------------------------------------------------- | --- | ------------- |
| Piles et accumulateurs                                    | Corepile Batribox (anciennement Screlec)                                                                             | 2001          |
| Déchets d'équipements électriques et électroniques (DEEE) | ecosystem (anciennement ESR, issu de la fusion entre Eco-systèmes et Récylum) Ecologic Soren (anciennement PV Cycle) | 2006          |
| Automobiles                                               | Pas d'éco-organisme                                                                                                  | 2006          |

Filières REP françaises en réponse à une directive ou à un règlement communautaire n'impliquant pas la REP
| Filières                     | Éco-organismes agréés ou organisations mutualisés                   | Date de début         |
| ---------------------------- | ------------------------------------------------------------------- | --------------------- |
| Lubrifiants                  | Pas d'éco-organisme                                                 | 1979, puis sortie REP |
| Emballages ménagers          | Citeo (issu de la fusion entre Eco-Emballages et Ecofolio), Adelphe | 1993                  |
| Emballages ménagers          | Leko                                                                | 2018                  |
| Fluides frigorigènes fluorés | SYDEREP                                                             | 1993                  |
| Médicaments                  | Cyclamed                                                            | 1993                  |

Filières REP imposées par une réglementation nationale
| Filières                                                                                       | Éco-organismes agréés ou organisations mutualisés                                      | Date de début |
| ---------------------------------------------------------------------------------------------- | -------------------------------------------------------------------------------------- | ------------- |
| Pneumatiques                                                                                   | Aliapur Avpur (La Réunion)                                                             | 2004          |
| Papiers graphiques                                                                             | Citeo                                                                                  | 2007          |
| Papiers graphiques                                                                             | Leko                                                                                   | 2018          |
| Textiles d'habillement, linge de maison et chaussures (TLC)                                    | Refashion (anciennement EcoTLC)                                                        | 2009          |
| Déchets Diffus Spécifiques (DDS) des ménages                                                   | EcoDDS Pyréo (anciennement APER PYRO, produits pyrotechniques) ecosystem (extincteurs) | 2013          |
| Déchets d'éléments d'ameublement (dont les éléments de décoration textile à partir de 2022)    | Ecomaison (anciennement Éco-mobilier) Valdelia (Déchets professionnels)                | 2013          |
| Bouteille de gaz                                                                               | Pas d'éco-organisme                                                                    | 2013          |
| Déchets d'activités de soins à risques infectieux et assimilés des patients en auto-traitement | DASTRI                                                                                 | 2017          |
| Navires de plaisance ou de sport                                                               | APER                                                                                   | 2019          |
| Mégots de tabac                                                                                | ALCOME                                                                                 | 2021          |
| Huiles minérales ou synthétiques                                                               | Cyclevia                                                                               | 2022          |
| Articles de sport et de loisirs                                                                | Ecologic                                                                               | 2022          |
| Jouets                                                                                         | Ecomaison                                                                              | 2023          |
| Articles de bricolage et de jardin                                                             | Peintre : EcoDDS Thermiques : Ecologic Bricolage : Ecomaison Jardin : Ecomaison        | 2023          |
| Produits ou matériaux de construction du secteur du bâtiment                                   | Minéraux : Ecominero et Valobat Hors minéraux : Ecomaison, Valdelia et Valobat         | 2023          |

Filières REP basées sur un accord volontaire
| Filières                                              | Éco-organismes agréés ou organisations mutualisés                                           | Date de début                                         |
| ----------------------------------------------------- | ------------------------------------------------------------------------------------------- | ----------------------------------------------------- |
| Emballages et produits plastiques de l'agrofourniture | ADIVALOR                                                                                    | 2001                                                  |
| Produits phytopharmaceutiques non-utilisables         | ADIVALOR                                                                                    | 2001                                                  |
| Cartouches d'impression bureautique                   | Ecologic et Screlec (pour les professionnels) Ecologic et ecosystem (pour les particuliers) | 2000 sans éco-organisme puis 2018 avec éco-organismes |
| Mobil-homes                                           | Eco Mobil-Home                                                                              | 2010                                                  |